# ベス・ダニエル
ベス・ダニエル（Beth Daniel、1956年10月14日 - ）はサウスカロライナ州チャールストン出身のアメリカ合衆国の女子プロゴルファー。1979年よりLPGAツアーに参戦し、メジャー1大会を含む33勝をあげている。2000年に世界ゴルフ殿堂入り。
トッププロでは珍しいベースボールグリップ（別名テンフィンガーグリップ - 右手と左手の指を重ねたり絡ませたりせず、10本の指全てでクラブを握る野球のバットのような握り方）を採用していることで有名な選手である。

## アマチュア時代
ダニエルはファーマン大学でゴルフをプレーし、後のLPGAプレーヤー、ベッツィ・キング、シェリー・ターナーと共に1976年の全米選手権チームの1員であった。ダニエルは1975年と1977年の全米女子アマチュアゴルフ選手権に勝利し、1976年と1978年のカーティスカップアメリカチームのメンバーとなった。1978年末にプロに転向し、1979年からLPGAツアーに参戦した。

## プロ転向後
1979年のパティ・バーグ・クラシックで初勝利をあげ、この年のLPGAルーキー・オブ・ザ・イヤーを獲得した。続く5年間はナンシー・ロペスの絶頂期であったが、それでもダニエルは13勝をあげた。1980年には4勝し、プレーヤー・オブ・ザ・イヤーに輝いた。1982年、1990年、1994年にはツアー最多勝利選手になっている。年間最少平均スコアのタイトル（ベアトロフィー）も3回ものにしている。特に1989年は年間平均スコアが71.00を下回った、LPGA史上2人目の選手となった。
唯一のメジャー大会優勝、全米女子プロゴルフ選手権の勝利を含む7勝をあげた1990年が彼女の競技生活の頂点である。賞金女王、ベアトロフィー、LPGAプレーヤー・オブ・ザ・イヤー、更にはAP通信アスリート・オブ・ザ・イヤー (Associated Press Female Athlete of the Year) も獲得した。ダニエルは2度の大きなスランプに苦しんだ。1986年から1988年まで、そして再度1996年から2002年まで1勝もあげる事ができなかった。2003年にBMOカナディアン女子オープンで復活優勝を遂げた時には、ダニエルの年齢は46歳・8ヵ月と29日に達しており、これは2009年8月現在、ツアー史上最年長優勝記録である。彼女は同時代のキング、パティ・シーハン、エイミー・オルコットなどの大方の選手たちより長期間LPGAツアーで活躍を続けた。
2005年から出場トーナメントを減らしており、2007年には5大会に出場した。同年、ソルハイムカップアメリカツアーチームの副主将を務め、2009年にはイリノイ州のリッチ・ハーベスト・ファーム (Rich Harvest Farms) で開催されたソルハイムカップで主将に指名され、トータル16ポイント対12ポイントでヨーロッパチームを破った。2007年、ザ・ゴルフ・チャンネルのLPGAツアー中継番組で臨時の解説者を務めた。初仕事は2007年のセーフウェイクラシック (Safeway Classic) であった。
またダニエルはサウスカロライナ州で最も優れた女子ジュニア・ゴルファーに「ベス・ダニエル・アワード」を授与している。同賞はサウスカロライナ・ジュニア・ゴルフ・アソシエーション (SCJGA) で年間最も多くのポイントを獲得したプレーヤーに与えられる。

## LPGAツアーの優勝歴
通算33勝。太字はメジャートーナメント大会。
- 1979年：1勝
- 1980年：シボレー世界選手権など4勝
- 1981年：シボレー世界選手権など2勝
- 1982年：サン・シティ・クラシックなど5勝
- 1983年：1勝
- 1985年：1勝
- 1989年：レイルチャリティ・ゴルフ・クラシックなど4勝
- 1990年：全米女子プロゴルフ選手権など7勝
- 1991年：2勝
- 1994年：LPGAコーニングクラシックなど4勝
- 1995年：1勝
- 2003年：1勝

## LPGAツアー以外の優勝
- 1981年：JCペニー・クラシック (JCPenney Classic - トム・カイト (Tom Kite) と共に)
- 1979年：ワールドレディスチャンピオンシップ
- 1990年：JCペニー・クラシック (デービス・ラブ3世と共に)
- 1990年：ワールドレディスチャンピオンシップ
- 1991年：ワールドレディスチャンピオンシップ
- 1995年：JCペニー・クラシック (デービス・ラブ3世と共に)

## LPGAメジャー大会の成績
| トーナメント                   | 1976 | 1977 | 1978 | 1979 | 1980 |
| ------------------------------ | ---- | ---- | ---- | ---- | ---- |
| ナビスコ・ダイナ・ショア大会 † | ...  | ...  | ...  | ...  | ...  |
| 全米女子プロゴルフ選手権       | DNP  | DNP  | DNP  | T38  | T3   |
| 全米女子オープン               | CUT  | T24  | T53  | T20  | T10  |
| デュモーリエ・クラシック       | ...  | ...  | ...  | T16  | T5   |

| トーナメント                 | 1981 | 1982 | 1983 | 1984 | 1985 | 1986 | 1987 | 1988 | 1989 | 1990 |
| ---------------------------- | ---- | ---- | ---- | ---- | ---- | ---- | ---- | ---- | ---- | ---- |
| ナビスコ・ダイナ・ショア大会 | ...  | ...  | T2   | 4    | T11  | T7   | T22  | DNP  | T6   | T6   |
| 全米女子プロゴルフ選手権     | T5   | T7   | T16  | T2   | T10  | T15  | T58  | DNP  | T14  | 1    |
| 全米女子オープン             | 2    | T2   | WD   | T10  | CUT  | T21  | T33  | T10  | T20  | T6   |
| デュモーリエ・クラシック     | T17  | 2    | T63  | T6   | T14  | 27   | CUT  | T47  | T7   | 3    |

| トーナメント                 | 1991 | 1992 | 1993 | 1994 | 1995 | 1996 | 1997 | 1998 | 1999 | 2000 |
| ---------------------------- | ---- | ---- | ---- | ---- | ---- | ---- | ---- | ---- | ---- | ---- |
| ナビスコ・ダイナ・ショア大会 | T30  | T8   | T69  | T19  | T47  | DNP  | CUT  | 72   | T43  | T47  |
| 全米女子プロゴルフ選手権     | 4    | T35  | T17  | T7   | T18  | T26  | DNP  | T58  | CUT  | T33  |
| 全米女子オープン             | T11  | CUT  | T53  | T18  | CUT  | T19  | DNP  | T31  | T47  | 8    |
| デュモーリエ・クラシック     | DNP  | WD   | T17  | CUT  | T45  | T36  | DNP  | T54  | T13  | T23  |

| トーナメント               | 2001 | 2002 | 2003 | 2004 | 2005 | 2006 | 2007 |
| -------------------------- | ---- | ---- | ---- | ---- | ---- | ---- | ---- |
| クラフト・ナビスコ選手権 † | T55  | T14  | T5   | T40  | T9   | T13  | DNP  |
| 全米女子プロゴルフ選手権   | T26  | 2    | T3   | T39  | T54  | T39  | CUT  |
| 全米女子オープン           | T24  | T7   | T20  | T27  | CUT  | DNP  | DNP  |
| 全英女子オープン ^         | CUT  | T16  | T14  | T5   | T56  | T6   | T50  |

† 現在クラフト・ナビスコ選手権として知られているこのトーナメントは1999年までナビスコ・ダイナ・ショア大会であった。2000年にナビスコ選手権になり、2002年に現在の名称となった。

^全英女子オープンは 2001年からデュモーリエ・クラシックの代わりにLPGAメジャー大会に昇格した。

DNP = 出場せず

CUT = 予選落ち

WD = 棄権

DQ = 出場資格無し

... = メジャー大会ではなかった

"T" = 複数の選手と順位を分け合った（タイ）

グリーン地は優勝、黄色地はトップ10入りを表している。